# Horst-Jürgen Lahmann

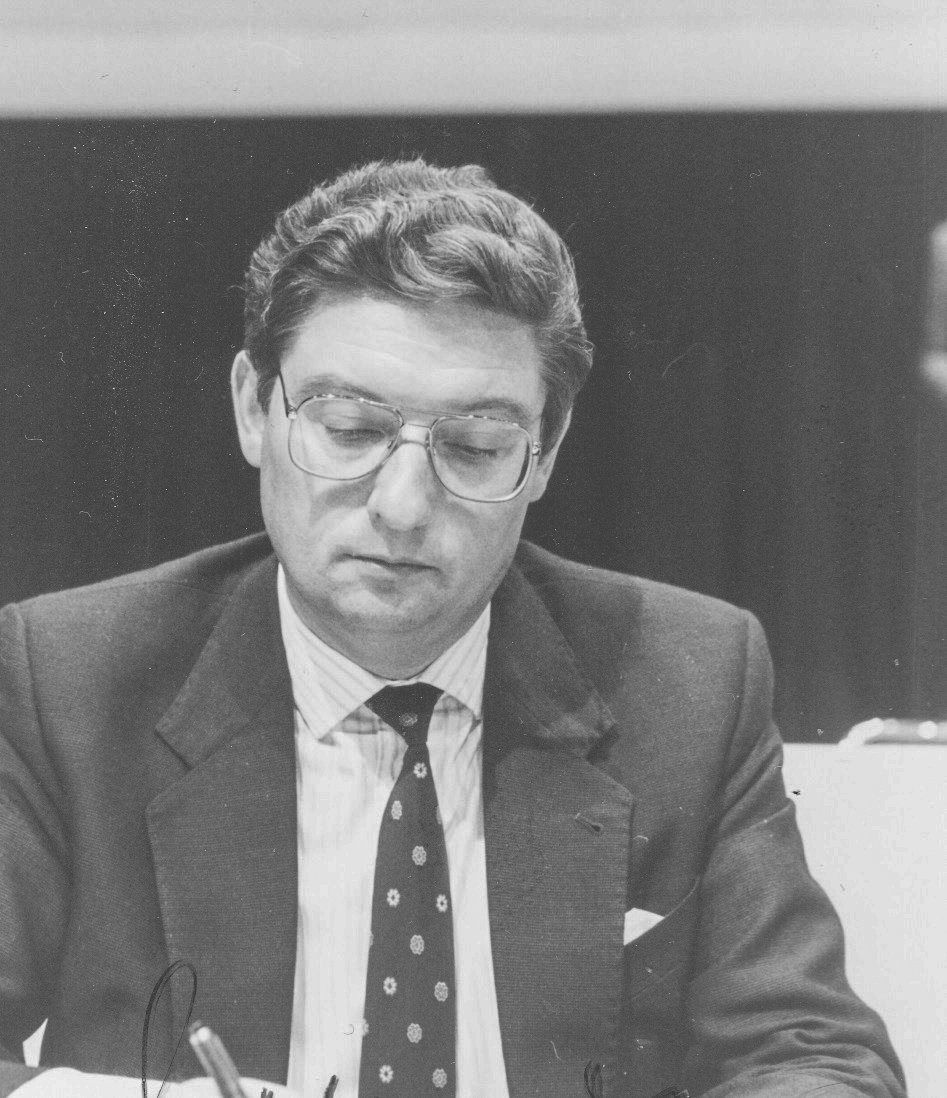
Horst-Jürgen Lahmann, 1982

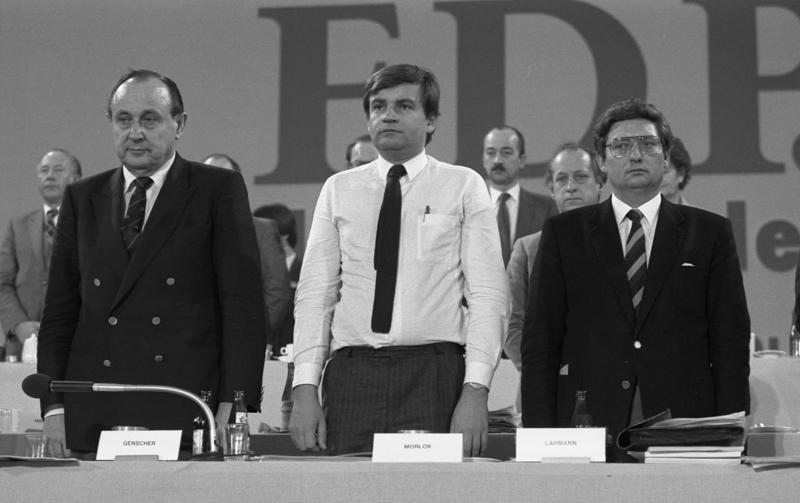
Horst-Jürgen Lahmann auf dem Außerordentlichen Bundesparteitag der FDP in der Stadthalle Freiburg im Januar 1983 zusammen mit Jürgen Morlok und Hans-Dietrich Genscher

Horst-Jürgen Lahmann (* 1. Juni 1935 in Horsten, Ostfriesland; † 19. Juli 2024) war ein deutscher Jurist, Verwaltungsbeamter und Politiker (FDP).

## Leben

### Ausbildung und Beruf
Nach dem Abitur studierte Lahmann Rechts- und Staatswissenschaften an der Universität Kiel und der Universität Tübingen. Er bestand 1960 das erste und 1964 das zweite juristische Staatsexamen. Seit 1965 arbeitete er im bremischen Staatsdienst in der Finanzbehörde und von 1969 bis 1971 als Persönlicher und Finanzreferent des Finanzsenators Rolf Speckmann. 
Nach seiner Abgeordnetenzeit wechselte Lahmann über die Friedrich-Naumann-Stiftung in die Administration der Europapolitik. Er wurde 1990 zur Europäischen Kommission nach Brüssel abgeordnet und war bis 1992 Mitglied des Kabinetts des Vizepräsidenten Martin Bangemann. Anschließend fungierte er als Sonderberater Bangemanns für gewerbliche und maritime Wirtschaft. 
Von 1992 bis 1997 führte Lahmann als Beauftragter des Senats der Freien Hansestadt Bremen die erste bremische Vertretung in Berlin nach der Wiedervereinigung. Er war ab 1997 als Rechtsanwalt in Bremen tätig.
Lahmann war verheiratet und hatte drei Kinder.

### Politik
Lahmann trat 1970 in die FDP ein. Von 1974 bis 1984 war er Landesvorsitzender der FDP Bremen, von 1977 bis 1984 Mitglied des FDP-Bundespräsidiums und von 1974 bis 1986 Vorsitzender des FDP-Bundesfachausschusses für Finanzen und Steuern, dem er später erneut als Sachverständiger besonders für Föderalismusreform und Finanzausgleich angehörte. Weiterhin war er Mitglied des Exekutivkomitees der Europäischen Liberalen und Demokratischen Parteien. 1984 war er als Präsident der Bremer Oberfinanzdirektion vorgesehen. Dieses Amt konnte er jedoch nicht antreten, weil die Bremer Staatsanwaltschaft ihm sowie seinem früheren Schatzmeister und Nachfolger im Amt des FDP-Landesvorsitzenden, Walter Ostendorff, seinerzeit die Verwendung von FDP-Fraktionsgeldern für die Partei in den Jahren 1979 bis 1983 vorwarf.
Er war von 1971 bis 1983 Mitglied der Bremischen Bürgerschaft und in verschiedenen Deputationen und Ausschüssen der Bürgerschaft tätig. Von 1975 bis 1983 war er als Nachfolger von Harry John Vorsitzender der FDP-Bürgerschaftsfraktion.  
Von 1985 bis 1990 war er Hauptabteilungsleiter Inland und stellvertretender Vorsitzender der Geschäftsführung der Friedrich-Naumann-Stiftung. Nach seiner Rückkehr nach Bremen 1997 engagierte Lahmann sich in der Liberalen Gesellschaft und wurde ihr Vorsitzender. Er war außerdem zeitweilig Mitglied im Kuratorium der Wolf-Erich-Kellner-Gedächtnisstiftung.
Unterlagen zu seiner politischen Tätigkeit für die FDP liegen im Archiv des Liberalismus der Friedrich-Naumann-Stiftung für die Freiheit in Gummersbach.